# 요코하마 DeNA 베이스타스 (2군)
요코하마 DeNA 베이스타스(일본어: 横浜DeNAベイスターズ, Yokohama DeNA BayStars)의 2군 팀은 일본의 프로 야구 구단이며, 요코하마 DeNA 베이스타스 계열의 구단이다. 이스턴 리그 (일본) 구단 중의 하나이며 2000년부터 2010년 시즌 종료까지는 쇼난 시렉스(일본어: 湘南シーレックス, Shonan Searex)라는 팀 이름으로 활동하고 있었다.
홈구장은 요코스카 스타디움(가나가와현 요코스카시)이며, 연고지는 가나가와 현이다. 보조구장인 히라쓰카 구장(가나가와현 히라쓰카시)에서 월 2경기 정도의 비율과 사가미하라 구장(가나가와현 사가미하라시)에서 월 1경기 정도의 비율로 이스턴 리그 정규 경기를 실시한다. 또, 주로 도호쿠 라쿠텐전이나 이스턴 리그 챌린지 매치 퓨쳐즈전을 요코하마 베이스타스의 종합 연습장(베이스타스 구장, 가나가와 현 요코스카 시)에서 개최하고 있다.

## 역사·개요
원래 1949년말에 발족한 다이요 웨일스(大洋ホエールズ)의 2군으로서 1군의 창설과 동시에 탄생하여 1950년의 프로 야구 2군 선수권으로 참가하였다. 그 후 1953년 1월에 1군이 쇼치쿠 로빈스와 합병했던 것에 따라 쇼치쿠의 2군과 합병했다.
1954년에 신 일본 리그인 요쇼 주니어 로빈스(洋松ジュニアロビンス)에 참가, 고쿠라 시(현 기타큐슈시)를 연고지로 하였다. 그러나 쇼치쿠가 같은해 말 구단 경영으로부터 물러난 것으로부터 다이요 주니어 웨일스(大洋ジュニアホエールズ)로 이름을 변경하여 이스턴 리그에 참가했다. 이 때에 가와사키시로 이전, 장기간의 리그 중단을 거치면서 1961년부터 이스턴 리그에 참가했다.
다이요 다마가와 그랜드(1955년 ~ 1980년)·호도가야 다이요 구장(1980년 ~ 1986년)을 거쳐 1986년에 히라쓰카 구장을 홈구장으로 사용하였고, 1997년에 요코스카 스타디움의 개보수 공사가 완료하고 나서는 요코스카와 히라쓰카의 2개의 구장을 주로 사용하고 있었다.
2000년 1월 1일, 2군의 독립 채산화와 1군과의 차별화를 목적으로 독자적인 구단 명을 채용하게 되어 팀명은 ‘바다’를 나타내는 “Sea”와, 라틴어로 ‘왕’을 의미하는 “Rex”를 조합한 ‘쇼난 시렉스’라고 명명함과 동시에 구단 내에 ‘시렉스 사업부’를 개설했다. 팀 명칭·유니폼 등을 1군과는 다른 것을 사용하는 것으로써 신진 선수의 의식 향상을 재촉하는 것과 동시에 관객에게의 서비스 향상 등을 통한 지역 밀착을 목표로 하고 있다. 본거지는 계속해서 요코스카 스타디움을 사용, 히라쓰카 구장은 준 홈구장이라고 평가하고 있다. 연습이나 교육 리그의 경기는 1군과 같이 요코스카시의 요코하마 베이스타스 종합 연습장에서 실시하고 있다.
시렉스 사업부는 현지를 중심으로 독자적인 스폰서를 모집하는 등 독립 채산의 길을 찾아 왔지만 매년 2억엔 전후의 적자를 예상하는 등 채산이 맞지 않음으로 해소하지 못해 결국 2004년에 해체, 구단 업무 부내의 일부가 되었다.
같은 요코스카시를 본거지로 하는 사회인 팀인 닛산 자동차와는 밀접한 관계가 있어서 야나가와 사건 이후 처음으로 프로 아마 인터리그전을 2001년 8월 15일에 한 것을 계기로 매년 인터리그전을 실시하고 있다. 또, 같은 ‘쇼난’이라는 이름을 가진 프로 축구 구단인 쇼난 벨마레와의 교류가 깊어지고 있어 합동 트레이닝 등을 실시하기도 한다.
2011년도부터 ‘쇼난 시렉스’라는 팀명을 폐지해 ‘요코하마 베이스타스’로 다시 변경했다.